# Фалезина (Тренто)
Фалезина је насеље у Италији у округу Тренто, региону Трентино-Јужни Тирол.
Према процени из 2011. у насељу је живело 30 становника. Насеље се налази на надморској висини од 921 м.